# Hugues Aycelin de Billom
Hugues Aycelin, O.P. (1230 - 30 de dezembro de 1298), também chamado Ugo Billomo, Hughes Séguin, Ugo Seguin de Billon, Hughes Aycelin de Montaigut ou Hugues Séguin de Billon, foi um cardeal francês, Deão do Sagrado Colégio dos Cardeais.

## Biografia
Nascido em Billom, feudo da sua família, na área da diocese de Clermont, na França, era filho de Pierre Aycelin, seigneur de Bressolie.
Após entrar na ordem dos Dominicanos, tornou-se Lector de teologia e professor em Paris, Orléans, Angers, Rouen e Auxerre, e mais tarde, em Viterbo e em Roma. Nomeado Mestre dos Sacros Palácios em 1281.
Foi criado cardeal-padre no consistório de 16 de maio de 1288, recebendo o título de Santa Sabina. Passou para a ordem dos cardeais-bispos, recebendo a sé suburbicária de Ostia-Velletri em 10 de agosto de 1294, sendo consagrado nesse mesmo ano por Giovanni Castrocoeli, O.S.B., vice-chanceler da Santa Igreja Romana. Nomeado Decano do Colégio dos Cardeais, recebeu in commendam, do Papa Celestino V, os títulos de Santa Sabina e Santa Praxedes, os quais o Papa Bonifácio VIII ratificou em 3 de agosto de 1295. Camerlengo do Sagrado Colégio dos Cardeais, 1295-1297.
Foi autor de numerosas obras de teologia e comentários sobre o Livro dos Provérbios e o Livro das Lamentações. Ele preparou seu testamento em 24 de agosto de 1297 e acrescentou um codicilo, datado de 28 de dezembro de 1298 para o documento original.
Morreu em 30 de dezembro de 1298, em Roma e foi sepultado na frente do altar principal da Basílica de Santa Sabina.

## Conclaves
- Eleição papal de 1292–1294 - participou da eleição do Papa Celestino V
- Conclave de 1294 - participou como deão da eleição do Papa Bonifácio VIII